# Хакстон, Джеральд
Фредерик Джеральд Хакстон (иногда Джералд Хэкстон; 1892—1944) — многолетний секретарь и любовник Сомерсета Моэма. Их связь продолжалась около 30 лет. Повлиял на творчество писателя. В 1949 его памяти Моэм посвятил работу A Writer’s Notebook: «In Loving Memory of My Friend Frederick Gerald Haxton, 1892—1944».

## Биография
Родился в США, познакомился с Моэмом, когда в начале Первой мировой войны они вместе работали в Красном Кресте во Французской Фландрии. Опасаясь уголовного преследования, они не комментировали свои отношения. В 1915 году обвинялся в гомосексуализме в Англии, когда искавшие дезертиров полицейские застали его с мужчиной в гостинице (дело дошло до суда, но затем обвинения были сняты), во время Первой мировой войны оказался на борту судна, захваченного в море германским рейдером «Вольф» и попал в плен. Воссоединился с Моэмом в 1919, в том же году был депортирован из Великобритании как нежелательный иностранец. Затем пара жила за границей.
Умер в Нью-Йорке в 1944 году от туберкулёза.